# Grand Meadow (Minnesota)
Grand Meadow es una ciudad ubicada en el condado de Mower en el estado estadounidense de Minnesota. En el Censo de 2010 tenía una población de 1139 habitantes y una densidad poblacional de 660,32 personas por km².

## Geografía
Grand Meadow se encuentra ubicada en las coordenadas 43°42′21″N 92°34′13″O / 43.70583, -92.57028. Según la Oficina del Censo de los Estados Unidos, Grand Meadow tiene una superficie total de 1.72 km², de la cual 1.72 km² corresponden a tierra firme y (0%) 0 km² es agua.

## Demografía
Según el censo de 2010, había 1139 personas residiendo en Grand Meadow. La densidad de población era de 660,32 hab./km². De los 1139 habitantes, Grand Meadow estaba compuesto por el 96.66% blancos, el 1.4% eran afroamericanos, el 0.09% eran amerindios, el 0.53% eran asiáticos, el 0% eran isleños del Pacífico, el 0.7% eran de otras razas y el 0.61% pertenecían a dos o más razas. Del total de la población el 2.19% eran hispanos o latinos de cualquier raza.